# 實皆縣
實皆縣為緬甸實皆省轄下的縣，其區域面積為2,449.1平方公里，2014年人口520,591人。該縣下分3個市鎮。實皆為該縣之首府。

## 市鎮
以下為實皆縣市鎮：
- 苗鎮區（Myaung Township）
- 敏務鎮區（Myinmu Township）
- 實皆鎮區（Sagaing Township）